# Jüdisches Schulhaus (Thalmässing)

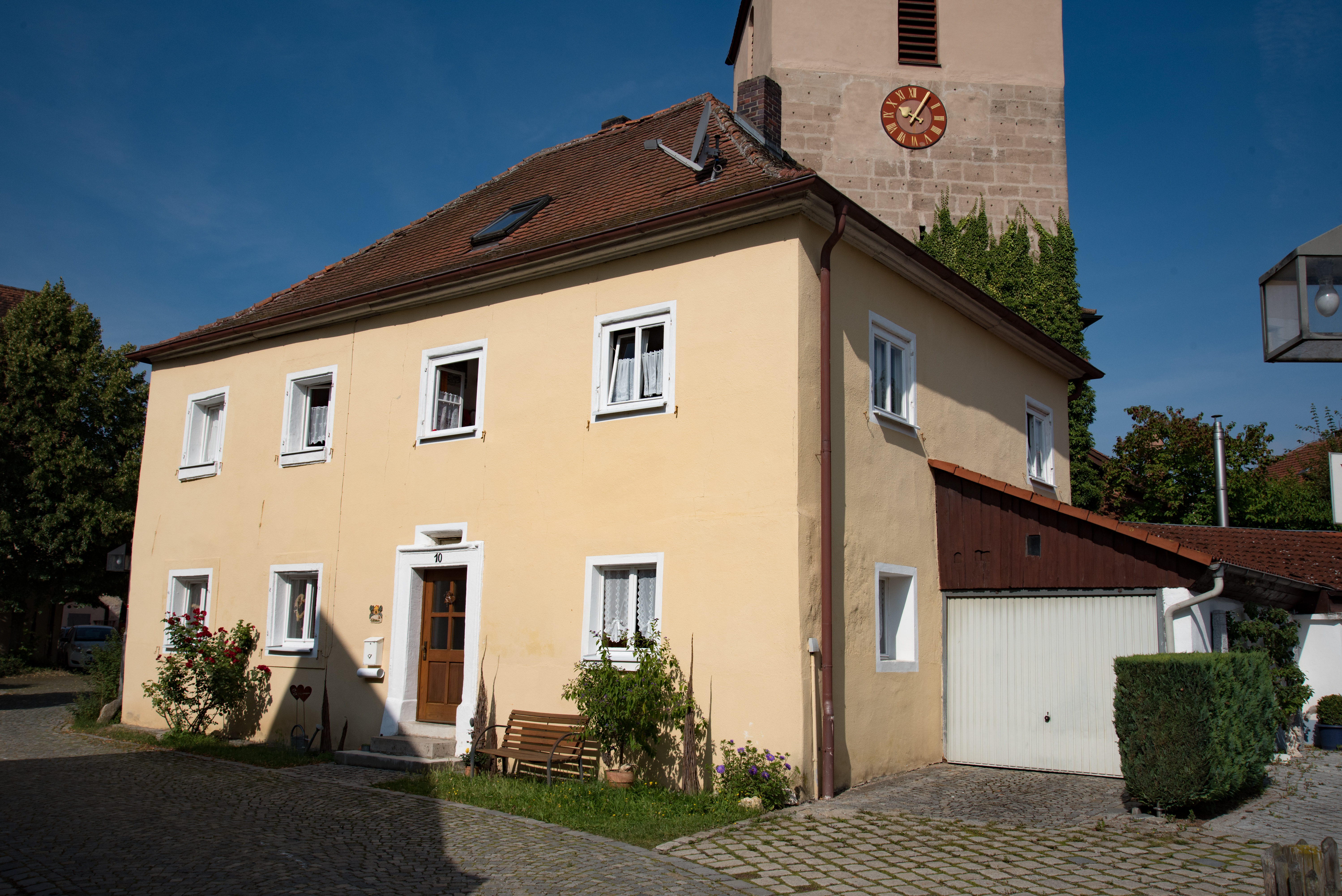
Jüdisches Schulhaus in Thalmässing, dahinter die evangelisch-lutherische Kirche St. Marien

Das Jüdische Schulhaus in Thalmässing, einer Marktgemeinde im mittelfränkischen Landkreis Roth in Bayern, wurde 1840 errichtet. Das ehemalige Schulhaus in der Schulgasse 10 ist ein geschütztes Baudenkmal.
Der zweigeschossige Putzbau mit Walmdach besitzt vier zu zwei Fensterachsen.
Das Gebäude wird heute als Wohnhaus genutzt.